# Legg Mason Tennis Classic 2000
Legg Mason Tennis Classic 2000 — тенісний турнір, що проходив на кортах з твердим покриттям у місті Вашингтон, США з 14 серпня . Належав до категорії ATP International Series Gold.

## Фінальна частина

### Одиночний розряд
Алекс Корретха —  Андре Агассі 6–2, 6–3

### Парний розряд
Алекс О'Браєн /  Джаред Палмер —  Андре Агассі /  Саргис Саргсян 7–5, 6–1